# FC Utrecht (féminines)
Le FC Utrecht Vrouwen est un club de football féminin néerlandais, créé en 2007 et situé à Utrecht. Il évolue en Eredivisie féminine.

## Histoire
En mars 2011, le FC Utrecht annonce la dissolution de la section féminine à la suite des difficultés financières de la section masculine. Mais en mai 2011, la décision est annulée.
En janvier 2014, le club est déclaré en faillite. Conséquence de cela, le FC Utrecht ne participe plus à la BeNe Ligue.
En 2022, le club décide de reformer une équipe féminine qui dispute sa première saison en Eredivisie lors de la saison 2023-2024.

## Palmarès
- Coupe des Pays-Bas (1) : 2010
- Supercoupe des Pays-Bas (1) : 2010

## Saison par saison
| Saison              | Div.        | Class. | Pts | Joués | V  | N | D  | BP | BC  | Coupe des Pays-Bas | Supercoupe des Pays-Bas |
| 2007-2008           | Eredivisie  | 3e     | 32  | 20    | 10 | 2 | 8  | 35 | 29  | Finale             |                         |
| 2008-2009           | Eredivisie  | 4e     | 37  | 24    | 11 | 4 | 9  | 34 | 31  | 3e tour            |                         |
| 2009-2010           | Eredivisie  | 5e     | 18  | 20    | 5  | 3 | 12 | 17 | 25  | Vainqueur          | Vainqueur               |
| 2010-2011           | Eredivisie  | 5e     | 30  | 21    | 7  | 9 | 5  | 30 | 29  | 1/4 finale         |                         |
| 2011-2012           | Eredivisie  | 4e     | 21  | 18    | 6  | 3 | 9  | 25 | 30  | 1/2 finale         |                         |
| 2012-2013           | BNL Orange¹ | 7e     | 10  | 14    | 2  | 4 | 8  | 14 | 28  |                    |                         |
|                     | BNL A²      | 4e     | 21  | 14    | 7  | 0 | 7  | 34 | 27  | 1/4 finale         |                         |
| 2013-2014           | BNL         | ³      | 0   | 0     | 0  | 0 | 0  | 0  | 0   |                    |                         |
| dissolution du club |             |        |     |       |    |   |    |    |     |                    |                         |
| 2023-2024           | Eredivisie  | 7e     | 30  | 8     | 6  | 8 | 34 | 45 | -11 | 1/4 finale         |                         |